# Piasek (album)
Piasek – pierwszy album studyjny polskiego wokalisty popowego Andrzeja Piasecznego tworzącego pod pseudonimem Piasek. Wydawnictwo ukazało się 14 stycznia 1998 roku nakładem wytwórni muzycznej BMG Poland. 10 marca 1998 roku płyta uzyskała certyfikat złotej.
Wokalista na płycie zaśpiewał do tekstów własnych i Andrzeja Mogielnickiego. Muzykę napisali: Kayah, Jan Borysewicz, M. Bracichowicz, T. Warsztocki, T. Banaś, W. Wójcicki i M. Przytuła. W maju 1998 roku wydano także edycję specjalną krążka zawierająca bonusowy singiel z 5 tanecznymi remiksami utworów z głównego krążka pt. Piasek na lato. 

## Lista utworów
Opracowano na podstawie materiału źródłowego.
1. „Mocniej?” - 3:32
2. „Wciąż bardziej obcy” - 4:00
3. „Więcej! Chcę” - 3:37
4. „Ponad... wszystko” - 4:09
5. „Idę z nieba” - 3:46
6. „Jeszcze bliżej” - 3:54
7. „Dalej!... obok nas” - 4:03
8. „Ona może on” - 3:50
9. „Pogodniej (Złoty Środek)” - 3:12
10. „Kiedyś...” - 3:40
11. „Czulej co dnia” - 3:19